# Viticoltura a Cipro
La viticoltura a Cipro ha una lunga e prestigiosa tradizione che affonda le radici in antichi periodi storici. Con un clima mediterraneo favorevole e un terreno ricco di varietà locali, l’isola è diventata famosa per i suoi vini unici, tra cui il rinomato Commandaria. Oggi la viticoltura cipriota sta vivendo una rinascita grazie alla riscoperta delle varietà autoctone e all'innovazione nelle tecniche di vinificazione contribuendo al crescente successo delle sue produzioni vinicole.

## Storia

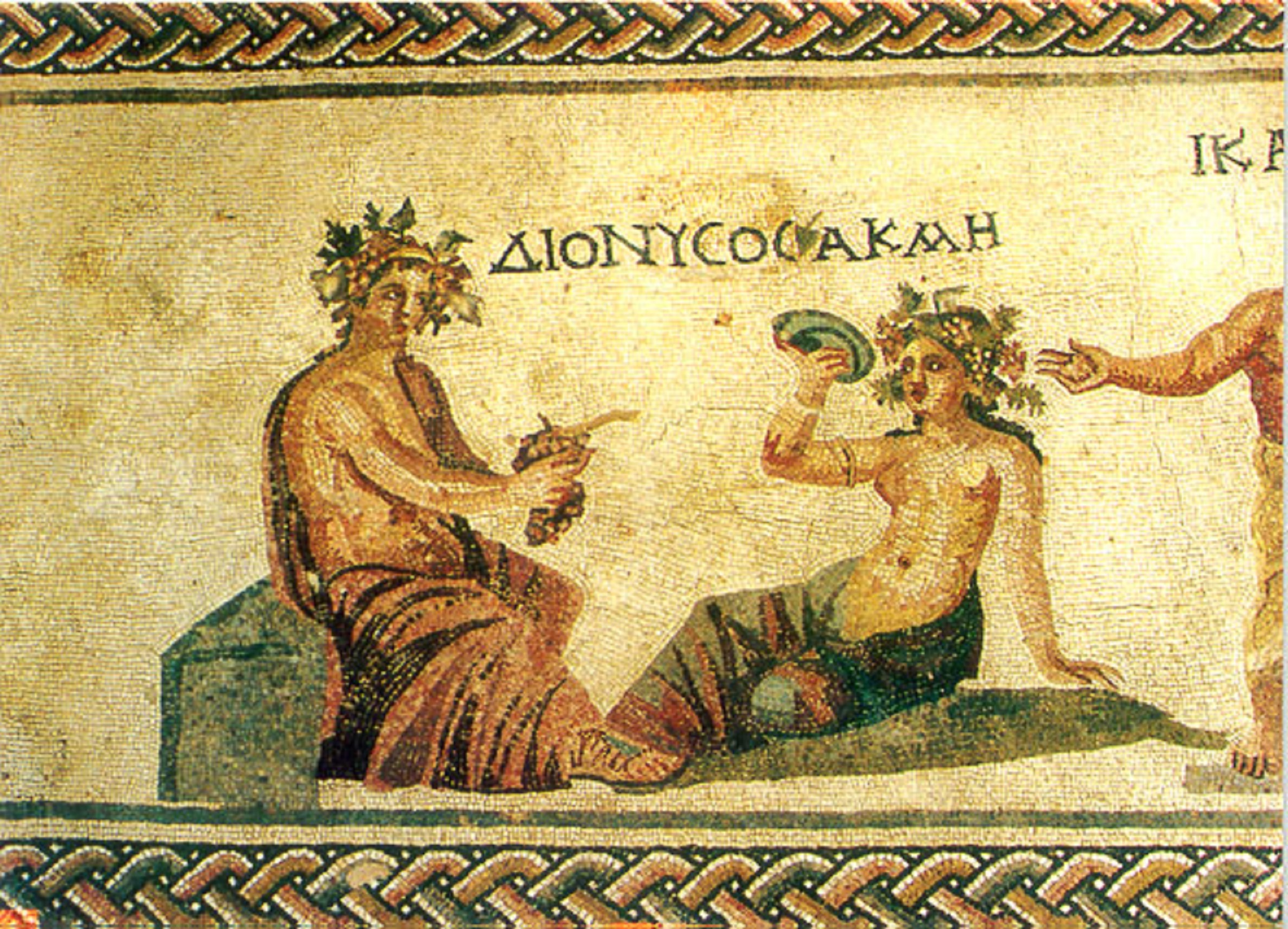
Mosaici ellenici scoperti nel 1962 nei pressi della città di Paphos raffiguranti Dioniso, dio del vino

La viticoltura a Cipro ha radici antichissime risalenti a circa 6.000 anni fa con i Fenici che portarono la tradizione vinicola nell'isola. La produzione vinicola fiorì sotto la dominazione greca e romana e nel Medioevo il vino dolce, Commandaria, divenne famoso in tutta Europa. Durante il periodo ottomano la viticoltura continuò, ma subì fluttuazioni a causa delle politiche economiche e delle invasioni.

## Clima
Il clima di Cipro è mediterraneo, con estati calde e secche e inverni miti e umidi. Questo clima favorevole, combinato con la variabilità delle altitudini (fino a 1000 metri), crea un ambiente ideale per la viticoltura. Le brezze marine e la presenza di terreni calcarei e vulcanici contribuiscono ulteriormente alla qualità del vino

## Regioni vitivinicole

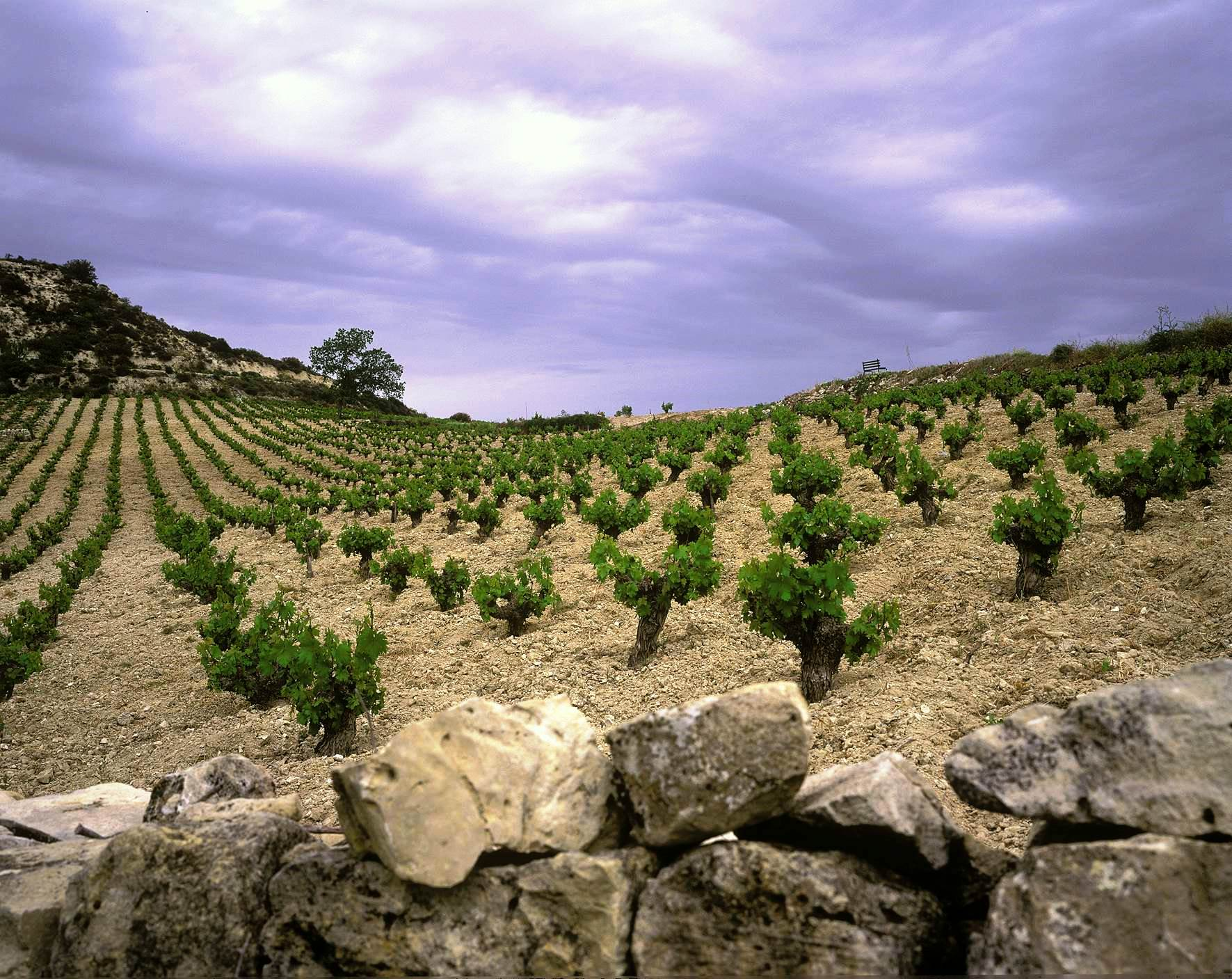
Un tipico vigneto cipriota

Le principali regioni vitivinicole di Cipro includono Limassol, Paphos, Nicosia e Larnaca. La regione di Limassol è particolarmente rinomata per la produzione di Commandaria, mentre altre aree come Paphos sono conosciute per le varietà di uva indigene. Il paese ha sviluppato recentemente rotte turistiche vinicole per promuovere le sue eccellenze enologiche.

## Vitigni
Cipro è famosa per i suoi vitigni autoctoni, come il bianco Xynisteri e il rosso Mavro. Altri vitigni locali includono il Maratheftiko e il Xinomavro. L’isola ha mantenuto le sue viti indenni dalla fillossera permettendo alle piante di crescere sulle proprie radici. Negli ultimi decenni la rinascita della viticoltura ha visto l’introduzione di varietà internazionali, ma il focus rimane sui vitigni tradizionali.

## Vini
Il vino più emblematico di Cipro è il Commandaria, un vino dolce passito prodotto dalla combinazione di uve Mavro e Xynisteri. Altri vini tradizionali includono i bianchi secchi a base di Xynisteri e i rossi intensi da Mavro e Maratheftiko. La qualità dei vini ciprioti è migliorata negli ultimi anni grazie alla riscoperta dei vitigni locali e all’adozione di pratiche enologiche moderne

## Normative
La viticoltura a Cipro è regolamentata dall’Unione Europea, con leggi che tutelano la qualità dei vini prodotti e la protezione delle denominazioni d'origine. Il paese ha ottenuto diversi riconoscimenti di Denominazione di Origine Controllata (DOC) per le sue zone vinicole, con un crescente impegno verso la certificazione bio e la sostenibilità ambientale nella produzione vinicola.

## Letteratura
Il vino di Cipro viene indicato come il preferito dal personaggio Mastro Catrame ne Le novelle marinaresche di Mastro Catrame di Emilio Salgari.